# ÖBB 2068 sorozat
Az ÖBB 2068 sorozat egy osztrák B'B' tengelyelrendezésű hidraulikus erőátvitelű dízelmozdony-sorozat. A Jenbacher Werke gyártotta 1989 és 1994 között.